# The Cherrytree Sessions
The Cherrytree Sessions — первый мини-альбом американской исполнительницы Леди Гаги, выпущенный 3 февраля 2009 года. Альбом дебютировал 20 августа 2010 года на 45 месте в Mexican Albums Chart, а уже на следующей неделе поднялся до 32 места. По данным Nielsen Soundscan в США было продано около 9000 копий альбома.

## Об альбоме
The Cherrytree Sessions состоит из двух песен, которые Гага спела вживую в офисах Cherrytree Records, и одного ремикса на песню «Eh, Eh (Nothing Else I Can Say)». Первоначально альбом был выпущен исключительно для цифровых загрузок, однако в августе 2010 года, альбом был переиздан на CD. Видеозаписи живых выступлений Гаги были выложены на официальном сайте Cherrytree Records. Альбом получил в основном положительные отзывы от критиков, которые восхищались вокальными способностями Гаги.

## Релиз
Видео, в котором Гага посетила The Cherrytree House было опубликовано на сайте Cherrytree Records. На видео Гага исполняет акустическую версию песни «Brown Eyes» на фортепиано, после которой поёт акустическую версию песни «Poker Face». Затем, Гага и Space Cowboy исполняют короткую версию песни «Just Dance». В японской версии также присутствует песня «Christmas Tree». В Box-set «The Singles» специально для Японии присутствовал The Cherrytree Sessions.

## Отзывы критиков
В целом The Cherrytree Sessions получил положительные отзывы от критиков.
Mark Beech из Bloomberg L.P. дал альбому положительный отзыв, оценив его на 3 звезды (из 4). Он высоко оценил вокальные данные Гаги, отмечая, что этот мини-альбом «показыват Гагу без всех её поражающих костюмов и огнемётных бюстгальтеров».
Simon Gage из The Daily Express оценил альбом в 3 звезды (из 5). Он был удивлён певческими способностями Гаги. «На этих более простых версиях песен „Poker Face“ и „Just Dance“ её голос даёт ей больше шансов проявить себя» — сказал он.

## Список композиций
| №  | Название                                                                    | Автор(ы)                                        | Продюсер(ы)                 | Длительность |
| -- | --------------------------------------------------------------------------- | ----------------------------------------------- | --------------------------- | ------------ |
| 1. | «Poker Face (Piano & Voice Version)» (Live at The Cherrytree House)         | Stefani Germanotta, Nadir Khayat                | Martin Kierszenbaum         | 3:38         |
| 2. | «Just Dance (Stripped Down Version)» (Live at The Cherrytree House)         | Stefani Germanotta, Nadir Khayat, Aliaune Thiam | RedOne, Martin Kierszenbaum | 2:05         |
| 3. | «Eh, Eh (Nothing Else I Can Say)» (Electric Piano & Human Beat Box Version) | Stefani Germanotta, Martin Kierszenbaum         | Martin Kierszenbaum         | 3:03         |
| 4. | «Christmas Tree» (Japenese Edition Bonus Track)                             | Stefani Germanotta, Rob Fusari, Space Cowboy    | Rob Fusari, Space Cowboy    | 2:23         |

## Чарты
| Чарт (2010)          | Высшая позиция |
| -------------------- | -------------- |
| Mexican Albums Chart | 32             |

## Хронология релиза
| Страна   | Дата            | Формат                   | Лейбл                                        |
| -------- | --------------- | ------------------------ | -------------------------------------------- |
| Канада   | 3 февраля 2009  | Цифровая дистрибуция     | Universal Music                              |
| США      | 3 февраля 2009  | Цифровая дистрибуция     | Streamline, Kon Live, Cherrytree, Interscope |
| США      | 3 августа 2010  | CD                       | Streamline, Kon Live, Cherrytree, Interscope |
| Франция  | 3 августа 2010  | CD                       | Streamline, Kon Live, Cherrytree, Interscope |
| Германия | 3 августа 2010  | CD                       | Streamline, Kon Live, Cherrytree, Interscope |
| Канада   | 10 августа 2010 | CD                       | Universal Music                              |
| Мексика  | 10 августа 2010 | CD, цифровая дистрибуция | Universal Music                              |